# Parc de l'Espoir
Parc de l'Espoir är en park i Kanada.   Den ligger i provinsen Québec, i den sydöstra delen av landet, 170 km öster om huvudstaden Ottawa. Parc de l'Espoir ligger 20 meter över havet.
Terrängen runt Parc de l'Espoir är platt, och sluttar österut.Runt Parc de l'Espoir är det mycket tätbefolkat, med 6 241 invånare per kvadratkilometer.. Närmaste större samhälle är Montréal, 3,3 km sydväst om Parc de l'Espoir. 
Runt Parc de l'Espoir är det i huvudsak tätbebyggt.